# ブロンド・オン・ブロンド
『ブロンド・オン・ブロンド』（英: Blonde on Blonde）は、ボブ・ディランが1966年に発表した7作目のスタジオ・アルバム。
『ローリング・ストーン』誌が選んだ「オールタイム・グレイテスト・アルバム500」（2020年版）において38位にランクインした。

## 概要

### レコーディング
1966年1月6日、ボブ・ディランと妻のサラとのあいだに長男のジェシー・ディランが生まれた。家族と休暇をとったあと、ディランは1月21日にニューヨークのコロムビア・レコーディング・スタジオに入った。マイク・ブルームフィールド、ロビー・ロバートソン、ガース・ハドソン、リック・ダンコ、リチャード・マニュエル、ドラムのサンディ・コニコフらとともに「She's Your Lover Now」を録音した。1月25日、ロビー・ロバートソン（ギター）、ビル・リー、アル・クーパー（オルガン）、ポール・グリフィン（ピアノ）、ボビー・グレッグ（ドラム）というメンバーで「ヒョウ皮のふちなし帽」を2テイク録音。ベースがビル・リーからリック・ダンコに変わり、次に「スーナー・オア・レイター」を録音した。1月27日、ロバートソン、クーパー、ダンコ、グレッグらと「ヒョウ皮のふちなし帽」と「アイル・キープ・イット・ウィズ・マイン」を録音した。
同年2月14日、ディランは「スーナー・オア・レイター」をA面とするシングルを発表。B面は『追憶のハイウェイ 61』に収録された「クイーン・ジェーン」だった。
ディランがレコーディングの進捗に不満を抱いていることに気づいたプロデューサーのボブ・ジョンストンは、セッションをナッシュビルに移すことを提案した。マネージャーのアルバート・グロスマンの意に反して、ディランはその提案に同意した。2月14日、ナッシュビルのコロムビア・ミュージック・ロウ・スタジオでレコーディングは再開した。同月17日まで続けられたのち、ディランとホークスはアメリカとカナダでライブを行い、3月7日にディランはナッシュビルに戻り、同月10日にレコーディングを終わらせた。

### リリース
1966年3月22日、ナッシュビル・セッションで録音された「雨の日の女」をA面、「プレッジング・マイ・タイム」をB面とするシングルが発売される。「雨の日の女」は5月21日付のビルボード・Hot 100で2位を記録した。
同年6月10日、ナッシュビル・セッションで録音された「アイ・ウォント・ユー」をA面とするシングルが発売される。B面は同年5月14日にイギリスで録音された「親指トムのブルースのように」のライブ・バージョンだった。
同年6月20日、2枚組のアルバム『ブロンド・オン・ブロンド』が発売された。かつてコロムビアはアルバム・リリースの日付を「5月16日」として公式に発表していたが、複数のディラン研究家による調査の結果、近年、「6月20日」が正確な日付として定説となった。6月25日付の「ビルボード」誌にアルバムの全面広告が掲載された。
ニューヨーク・セッションからは「スーナー・オア・レイター」のみが収録された。Side 4の「ローランドの悲しい目の乙女」はLP一面にこの曲のみ収録しており、そのことはロック史上では初めてとされる。また、二枚組アルバムと言うのも当時、ロック・アルバムとしては珍しいものであった。『ブロンド・オン・ブロンド』はミックス違いや曲の長さなど少なくとも11種類の異なるヴァージョンがリリースされた。そのいずれもが標準的なヴァージョンとして確立されていない。ヨーロッパの一部では2枚のシングル・アルバムとしてリリースされた。

## タイトルとジャケット
タイトルの由来については様々な説がなされている。2004年に発表された自伝の中で、ディランは、1963年にベルトルト・ブレヒトの楽曲を元にした音楽劇『Brecht on Brecht』を見たこと、同作品に大きな影響を受けたことを語った。以後、タイトルは『Brecht on Brecht』に由来するものではないかとの説が広まった。オリヴァー・トレイガーは同年に発表した著書でそのことに触れるとともに「タイトルの各単語の最初の文字がアナグラム（頭字語）を形成し、単語「Bob」を綴っていることも忘れてはならない」と述べた。
アルバムのジャケットおよび内側のモノクロの写真の大半はジェリー・シャッツバーグが撮影した。ジャケットの撮影場所は、ロック史家のボブ・イーガンの調査によれば、グリニッチ・ヴィレッジの西端、ウェスト・ストリート375番地とされている。1968年にコロンビアはジャケットを改訂している。内側に使用されたクラウディア・カルディナーレの写真が許可無しで使用されたためであった。

## 収録曲
全曲ボブ・ディラン作詞・作曲

### Side 1
1. 雨の日の女 - Rainy Day Women #12 & 35 - 4:36
2. プレッジング・マイ・タイム - Pledging My Time - 3:50
3. ジョアンナのヴィジョン - Visions of Johanna - 7:33
4. スーナー・オア・レイター - One of Us Must Know (Sooner or Later) - 4:54

### Side 2
1. アイ・ウォント・ユー - I Want You - 3:07
2. メンフィス・ブルース・アゲイン - Stuck Inside of Mobile with the Memphis Blues Again - 7:05
3. ヒョウ皮のふちなし帽 - Leopard-Skin Pill-Box Hat - 3:58
4. 女の如く - Just Like a Woman - 4:52

### Side 3
1. 我が道を行く - Most Likely You Go Your Way and I'll Go Mine - 3:30
2. 時にはアキレスのように - Temporary Like Achilles - 5:02
3. アブソリュートリー・スイート・マリー - Absolutely Sweet Marie - 4:57
4. フォース・タイム・アラウンド - 4th Time Around - 4:35
5. 5人の信者達 - Obviously 5 Believers - 3:35

### Side 4
1. ローランドの悲しい目の乙女 - Sad Eyed Lady of the Lowlands - 11:23

## アウトテイク
『ブートレッグ・シリーズ第1～3集』（1991年）に「アイル・キープ・イット・ウィズ・マイン（スタジオ・リハーサル中にディランが以前の持ち歌を口ずさみ始めると、プロデューサーから「そのまま続けて」と指示が出され録音テープに残されたもの）」、「シーズ・ユア・ラヴァー・ナウ（歌詞を間違え途中でストップが掛かったもの）」が収録されている。
『ノー・ディレクション・ホーム：ザ・サウンドトラック（ブートレッグ・シリーズ第7集）』（2005年）に「ヒョウ皮のふちなし帽（オルタネイト・テイク）」、「メンフィス・ブルース・アゲイン（オルタネイト・テイク）」が収録されている。

## 反響・評価
アルバムは10月1日付『ビルボード』誌「トップ LP's」チャートで最高9位を記録し、全英アルバム・チャートで3位を記録した。アメリカ・レコード協会 RIAA により、1967年8月25日にゴールド・ディスク、1999年5月5日にプラチナ・ディスク、2003年9月22日にダブル・プラチナ・ディスクに認定されている。1999年、グラミーの殿堂入りを果たした。
ディランは、発売から12年後の1978年に、次のように語っている。
この言葉が示すように、ディランのフォークとロックを融合させた音作りの試みがピークに達したものとして、60年代ロックの指標的作品の一つに数えられる。『これが最高！（Critic's Choice Top 200 Albums）』（1979年 クイックフォックス社）の英米編では2位、日本編では3位にランクされ、英国の音楽雑誌『MOJO』が1995年に選んだ「The 100 Greatest Albums Ever Made」では8位にランクされた。『ローリング・ストーン』誌が選んだ「オールタイム・グレイテスト・アルバム500」（2012年版）において9位にランクされた。

## チャート
| 年     | チャート                      | 最高順位 |
| ------ | ----------------------------- | -------- |
| 1966年 | ビルボード・トップ LP's 150   | 9        |
| 1966年 | 全英アルバム・チャート Top 75 | 3        |

## リリース
アメリカ
| 日付          | レーベル | フォーマット | カタログ番号 | 付記     |
| ------------- | -------- | ------------ | ------------ | -------- |
| 1966年5月16日 | Columbia | 2LP          | C2L 41       | モノラル |
| 1966年5月16日 | Columbia | 2LP          | C2S 841      | ステレオ |
|               | Columbia | CD           | CK           |          |

日本
日本ではCBS／日本コロムビアから『雨の日の女／ボブ・ディラン第5集』（1966年、YS-672-C）、1967年に『ブロンド・オン・ブロンド／ボブ・ディラン第6集』（1967年、YS-748-C）に分けられてリリースされた。1992年には、MD規格でリリースされた。2004年、再発CDがオリコン・チャートで最高136位を記録した。
| 日付           | レーベル            | フォーマット | カタログ番号     | 付記                                                      |
| -------------- | ------------------- | ------------ | ---------------- | --------------------------------------------------------- |
| 1966年         | CBS／日本コロムビア | LP           | YS-672-C         | 『雨の日の女／ボブ・ディラン第5集』、1・2面               |
| 1967年         | CBS／日本コロムビア | LP           | YS-748-C         | 『ブロンド・オン・ブロンド／ボブ・ディラン第6集』、3・4面 |
| 1968年         | CBSソニー           | 2LP          | SONP-50158･50159 |                                                           |
| 1973年12月     | CBSソニー           | 2LP          | SOPI-3･4         |                                                           |
| 1974年         | CBSソニー           | 2LP          | SOPJ-47･48       |                                                           |
| 1976年         | CBSソニー           | 2LP          | 40AP 274･275     |                                                           |
| 1987年8月26日  | CBSソニー           | CD           | 40DP 1029        | CBS CD ROCK 100                                           |
| 1991年12月1日  | ソニー              | CD           | SRCS 6157        | NICE PRICE LINE                                           |
| 1992年12月12日 | ソニー              | MD           | SRYS 1027        |                                                           |
| 1994年3月21日  | ソニー              | CD           | SRCS 6682        | SBM、THE COLLECTORS ITEM SERIES、完全限定盤、ゴールド     |
| 1995年12月21日 | ソニー              | CD           | SRCS 7905        | SBM、紙ジャケ                                             |
| 1997年1月22日  | ソニー              | CD           | SRCS 9237        | SUPER NICE PRICE 1600                                     |
| 1997年10月22日 | ソニー              | MD           | SRYS 1214        | SUPER NICE PRICE                                          |
| 2000年3月8日   | ソニー              | SACD         | SRGS 4531        | DSDマスタリング                                           |
| 2003年10月22日 | ソニー              | 2SACD HYBRID | MHCP-10005･10006 |                                                           |
| 2004年8月18日  | ソニー              | CD           | MHCP-373         | 紙ジャケ、完全生産限定盤                                  |
| 2005年8月24日  | ソニー              | CD           | MHCP-807         | 2003年デジタル・リマスター                                |
| 2009年3月25日  | ソニー              | Blu-spec CD  | SICP-20091       |                                                           |